# まほろば夏まつり
まほろば夏まつり（まほろばなつまつり）は、宮城県黒川郡大和町吉岡で開催される夏祭り。正式名称は、まほろば夏まつり「まほろば夢花火」だが、通称はまほろばまつり。

## 概要
仙台都市圏北部の大和町で開催される夏のイベントで、野外特設ステージでのリオのカーニバルや、各種ステージイベントがあり、露店が多数出展される。ちびっこ遊具・縁日コーナーや白バイ・パトカー・消防車・装甲車等の展示試乗等があり、恒例となった尾花沢市花笠踊り、郷土芸能、よさこい、盆踊り等を見たり参加したりできる。夜は、まほろばホール南側水田地帯で約3000発以上の色とりどりの花火が打ち上げられる。

## 沿革
- 2015年（平成27年）8月2日（日曜日）予定 - 第21回の開催となる。開会/10:00～、手筒花火/20:00～20:30[3] 愛知県豊橋市から

## 期日

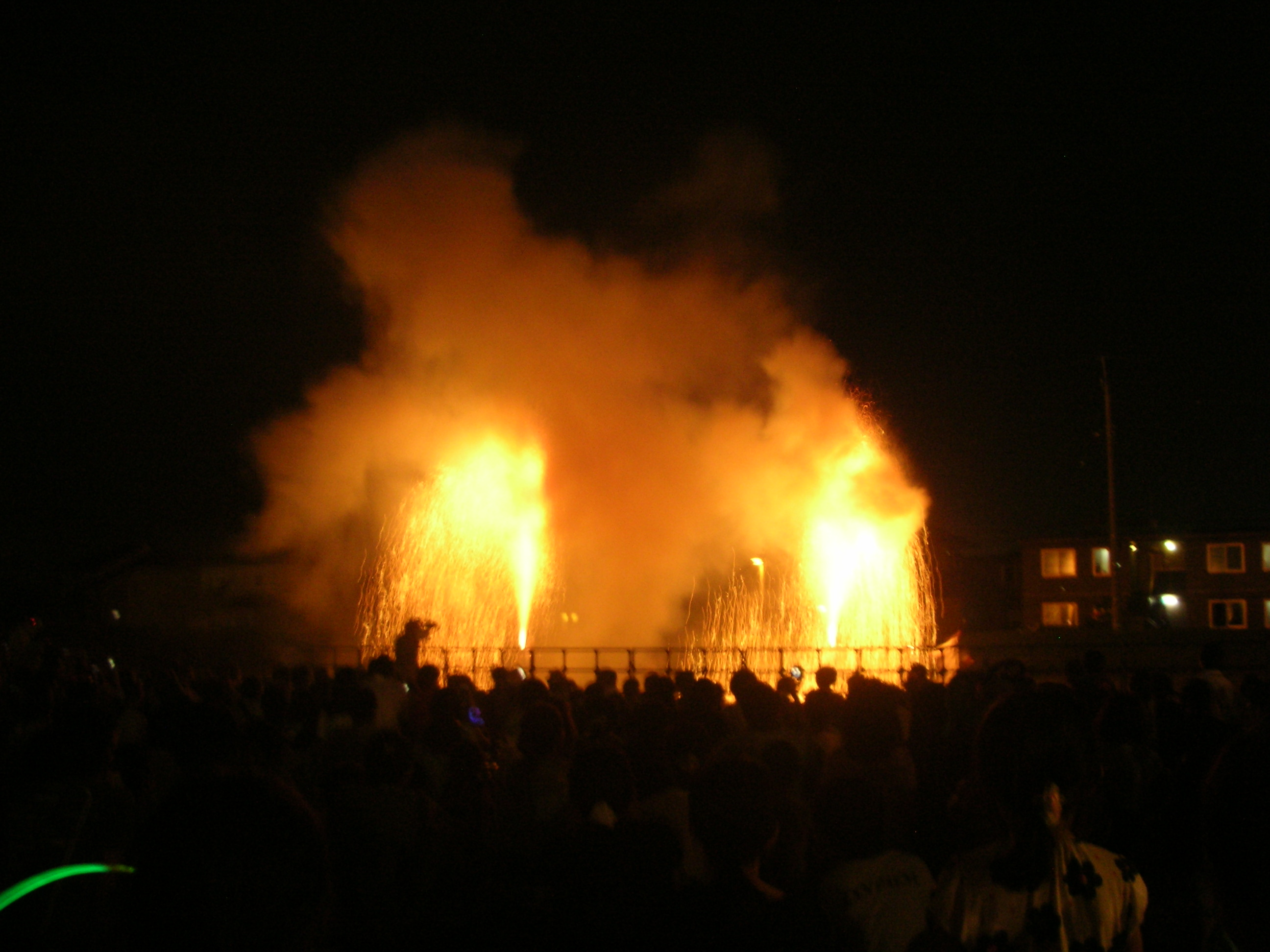
手筒花火を観る人々

- 毎年、8月の第1日曜日付近　2015年（平成27年）の場合 8月2日（日曜日）
- 時間　10:00～まほろば夏まつり、19:40～20:20（まほろば夢花火）

## 会場
- 〒981-3626 宮城県黒川郡大和町吉岡南2丁目4-14 ふれあい文化創造センター・まほろばホール 屋外特設会場

まほろばホール南側水田地帯（まほろば夢花火）

## 主催
- まほろばまつり実行委員会(大和町役場・産業振興課内)

## アクセス
- 仙台地下鉄・泉中央駅より車（タクシー）で約30分
- 東北自動車道･大和ICより車で約10分
- 駐車場:2000台 無料

## 周辺
- 吉岡宿
- 吉岡八幡神社